# Municipio Roma I
Il Municipio Roma I Centro è la prima suddivisione amministrativa di Roma Capitale e racchiude il centro storico di Roma oltre al territorio compreso tra la Città del Vaticano e il quartiere Della Vittoria.
È stato istituito dall'Assemblea capitolina con la delibera numero 11 dell'11 marzo 2013 accorpando i precedenti municipi Roma I e Roma XVII. La sede principale è presso il palazzo dell'Anagrafe in via Petroselli, mentre uffici distaccati si trovano in circonvallazione Trionfale 19.

## Geografia fisica

### Territorio
Il territorio del municipio comprende la parte centrale della città, quindi tutti i rioni del centro storico (patrimonio dell'umanità UNESCO), delimitato dalle mura aureliane e gianicolensi, e i quartieri situati tra il Foro Italico e la Città del Vaticano (Trionfale, Della Vittoria), oltre che una piccola porzione del quartiere Ostiense. È attraversato dal fiume Tevere e comprende l'isola Tiberina.
Il nucleo antico è costituito dagli storici sette colli: Palatino, Aventino, Campidoglio, Quirinale, Viminale, Esquilino e Celio, a cui si aggiungono il Gianicolo e il Pincio, oltre ai rilievi artificiali di monte Testaccio e monte Giordano.

## Storia
La storia del municipio si identifica con quella di Roma stessa, rappresentandone il centro vitale fin dalla sua fondazione e dall'età antica.

## Cultura

### Biblioteche
- Enzo Tortora, su via Zabaglia
- Rispoli, su piazza Grazioli
- Giordano Bruno, su via Giordano Bruno
- Centrale Ragazzi, su via San Paolo alla Regola
- Romana Sarti, su piazza dell'Accademia di San Luca
- Casa della Memoria e della Storia, su via San Francesco di Sales
- Casa delle Traduzioni, su via degli Avignonesi
- Biblioteca della Scuola popolare di musica Testaccio, su piazza Orazio Giustiniani

### Musei e aree archeologiche
Nel municipio sono presenti 103 musei e centri espositivi (di cui 70 comunali e 33 statali), come ad esempio il Complesso del Vittoriano, i Musei Capitolini, le Scuderie del Quirinale, il Palazzo delle Esposizioni e il Museo nazionale romano.

### Cinema
- Teatro Adriano, su piazza Cavour. Trasformato in multisala cinematografica.
- Cinema Alcazar, su via Merry del Val, chiuso dal gennaio 2016
- Cinema America, chiuso dal 1998. Riaperto il 13 novembre 2012 e sgombrato il 3 settembre 2014
- Cinema Augustus, su corso Vittorio Emanuele II
- Cinema Barberini, su piazza Barberini
- Cinema Doria, su via Andrea Doria
- Cinema Farnese, su piazza Campo de' Fiori
- Cinema Fiamma, su via Bissolati
- Cinema Filmstudio, su via degli orti D'Alibert
- Cinema Giulio Cesare, su viale Giulio Cesare
- Cinema Greenwich, su via Giovanni Battista Bodoni
- Cinema Intrastevere, su vicolo Moroni
- Cinema Metropolitan, su via del Corso. Chiuso nel 2010.

- Cinema Nuovo Olimpia, su via in Lucina
- Cinema Nuovo Sacher, su largo Ascianghi
- Cinema Quattro Fontane, su via Quattro Fontane
- Cinema Quirinale, su via Nazionale, chiuso
- Cinema Reale, su piazza Sidney Sonnino
- Cinema Rivoli, su via Lombardia
- Cinema Roma, su piazza Sidney Sonnino chiuso dal 2002
- Cinema Royal, su via Emanuele Filiberto
- Sala Troisi, su via Girolamo Induno. Già cinema Induno, è chiusa dal 2013.
- Warner Village Cinema Moderno, su piazza della Repubblica

## Teatro
- Teatro Ambra Jovinelli, su via Guglielmo Pepe
- Teatro Anfitrione, su via di S. Saba
- Teatro Argentina, su largo Argentina
- Teatro Belli, su piazza di Sant'Apollonia
- Teatro Brancaccio, su via Merulana
- Teatro Centrale Roma, su via Celsa
- Teatro degli Eroi, su via Savonarola
- Teatro di Documenti, su via Zabaglia
- Teatro Eliseo, su via Nazionale
- Teatro Petrolini, su via Rubattino

- Teatro Piccolo Jovinelli, su via Giovanni Giolitti
- Teatro Quirino, su via delle Vergini
- Teatro Rossini, su piazza S. Chiara
- Teatro Sala Umberto, su via della Mercede
- Teatro Sistina, su via Sistina
- Teatro Valle, su via del Teatro Valle
- Teatro Vittoria, su piazza di Santa Maria Liberatrice

## Geografia antropica

### Suddivisioni storiche

Carta dettagliata dei rioni

Il territorio del Municipio comprende per intero tutti i ventidue rioni di Roma eccezion fatta per Castro Pretorio (una piccolissima porzione del quale ricade nel II Municipio) e parte dei quartieri Ostiense, Ardeatino, Trionfale e Della Vittoria.

### Suddivisioni amministrative
La suddivisione urbanistica del territorio comprende le otto zone urbanistiche dell'ex Municipio Roma I e le tre dell'ex Municipio Roma XVII, e la sua popolazione è così distribuita al 31 dicembre 2020:
| Municipio Roma I Centro | Municipio Roma I Centro | Municipio Roma I Centro | Municipio Roma I Centro |
| Denominazione           | Superficie              | Abitanti                |                         |
| ----------------------- | ----------------------- | ----------------------- | ----------------------- |
| 1A Centro Storico       | 3,19 km²                | 23 693                  |                         |
| 1B Trastevere           | 1,81 km²                | 13 447                  |                         |
| 1C Aventino             | 1,56 km²                | 8 251                   |                         |
| 1D Testaccio            | 0,65 km²                | 7 671                   |                         |
| 1E Esquilino            | 3,09 km²                | 33 017                  |                         |
| 1F XX Settembre         | 1,4 km²                 | 8 796                   |                         |
| 1G Celio                | 0,68 km²                | 3 857                   |                         |
| 1X Zona archeologica    | 1,91 km²                | 763                     |                         |
| 17A Prati               | 1,76 km²                | 17 381                  |                         |
| 17B Della Vittoria      | 3,16 km²                | 25 151                  |                         |
| 17C Eroi                | 0,88 km²                | 18 917                  |                         |
| Non localizzati         | –                       | 4 491                   |                         |
| Totale                  | 20,09 km²               | 165 435                 |                         |

## Infrastrutture e trasporti

### Ferrovie

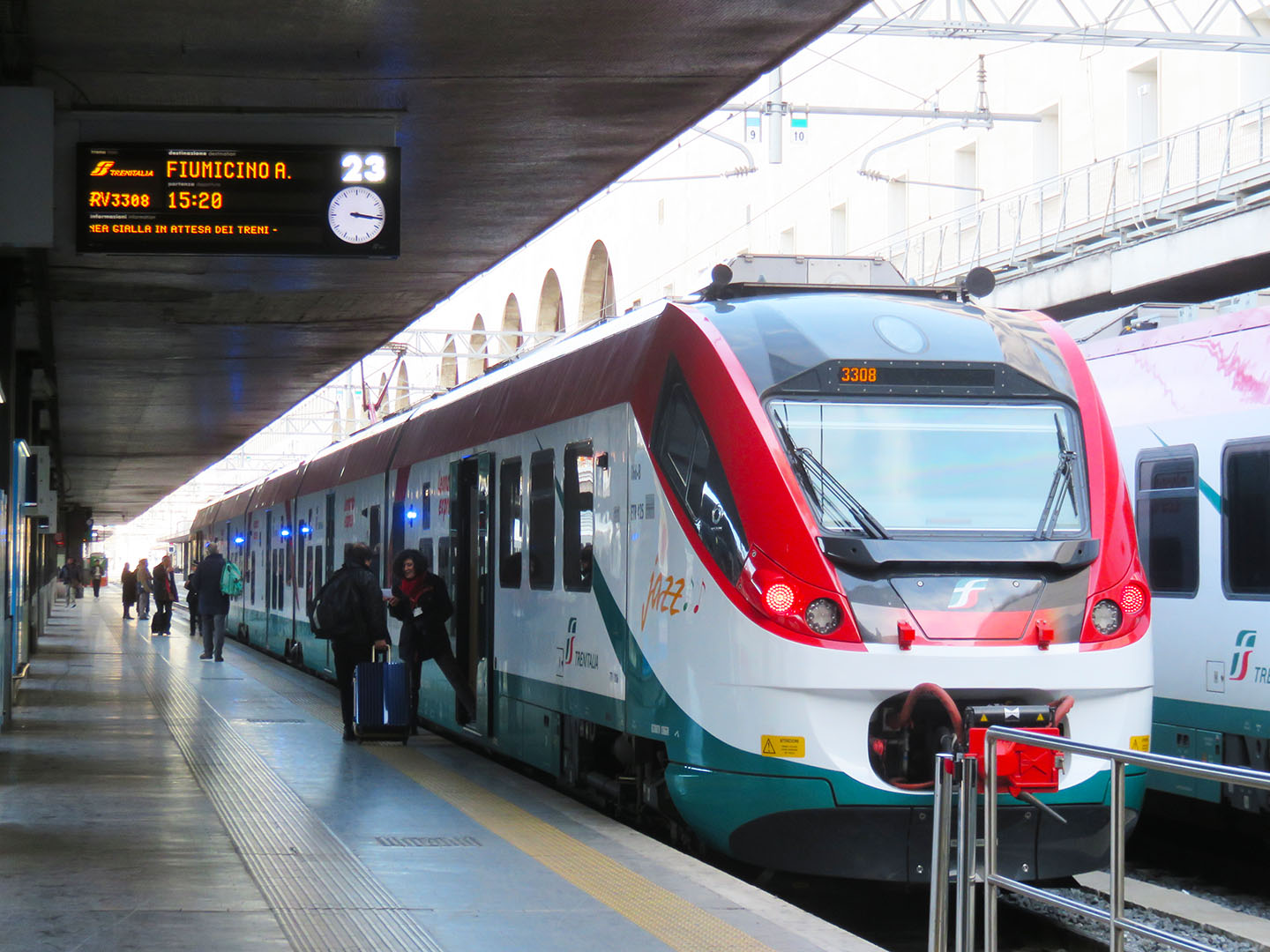
Convoglio ferroviario di Trenitalia sul Leonardo Express presso la stazione di Roma Termini

Nel territorio municipale si trovano due delle principali stazioni della città: Roma Termini e Roma Ostiense. La prima garantisce un collegamento ferroviario con gran parte del resto del paese oltre che con l'aeroporto di Roma-Fiumicino (Leonardo Express) ed è capolinea di diverse linee ferroviarie regionali (FL4, FL5, FL6, FL7 e FL8) e dell'alta velocità, mentre la seconda garantisce un ulteriore collegamento con la rete ferroviaria laziale (FL1, FL3 e FL5).
Insistono nel territorio del municipio la stazione di Roma Laziali, capolinea della ferrovia Roma-Giardinetti, oltre alle fermate di Santa Bibiana e Porta Maggiore, e la stazione di Roma Porta San Paolo, capolinea della ferrovia Roma-Lido. Poco oltre i confini municipali si trovano anche la stazione di Piazzale Flaminio (nel Municipio Roma II), capolinea della ferrovia Roma-Civita Castellana-Viterbo, e la stazione di Valle Aurelia (nel Municipio Roma XIII) servita dalla FL3.

### Mobilità urbana

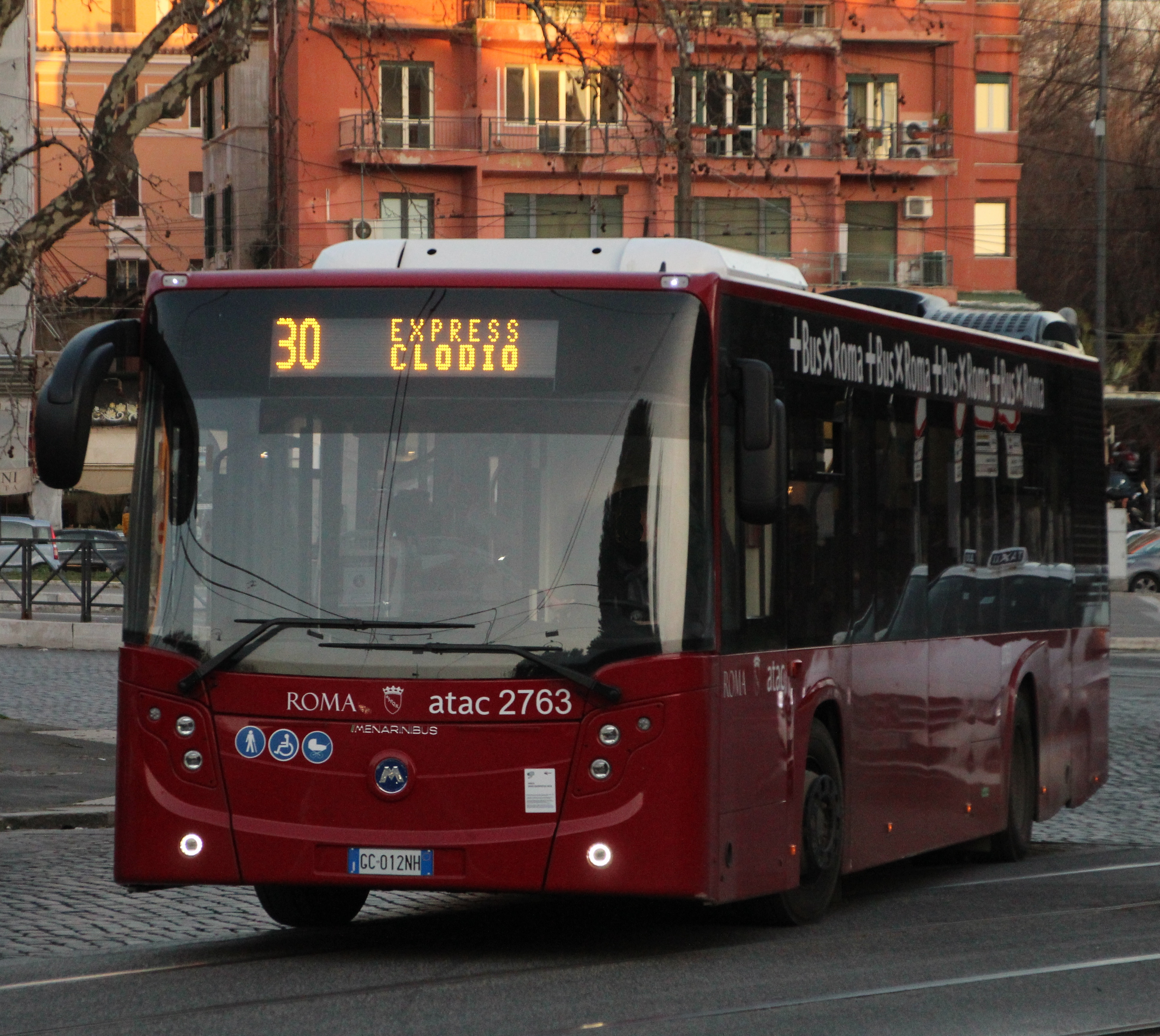
Menarinibus Citymood di ATAC in servizio sulla linea 30 in via Marmorata

Il municipio è attraversato dalle due principali linee della metropolitana, la A e la B. Le stazioni dislocate nel territorio sono: Barberini, Castro Pretorio, Cavour, Cipro, Colosseo, Circo Massimo, Lepanto, Manzoni, Ottaviano, Spagna, Repubblica, Termini e Vittorio Emanuele, mentre ai margini del municipio si trovano Flaminio e San Giovanni, che è anche capolinea provvisorio della linea C. Sono in corso i lavori per il prolungamento fino a piazza Venezia della linea C, che avrà l'interscambio con la B a Colosseo previsto entro il 2025, mentre è ancora in progettazione l'altro interscambio con la A a Ottaviano.
Il trasporto pubblico di superficie è garantito da numerose linee automobilistiche e tranviarie e da una linea filoviaria. I principali snodi della rete autobus sono rappresentati da piazza dei Cinquecento, piazzale Ostiense, piazzale dei Partigiani, piazza Venezia e piazzale Clodio, che garantiscono anche l'interscambio con metropolitana, ferrovie e tram. La rete tranviaria è invece costituita da tre linee: l'8 verso il quartiere Gianicolense e le linee 5 e 14 verso i quartieri Prenestino-Labicano e Prenestino-Centocelle. L'unica linea filoviaria presente nel municipio, il 90, collega piazza dei Cinquecento con largo Labia, a Fidene.
Dalla stazione Termini sono inoltre attivi vari collegamenti diretti con autobus privati per gli aeroporti di Fiumicino e Ciampino.

## Amministrazione
| Periodo         | Periodo         | Primo cittadino    | Partito             | Carica     | Note        |
| --------------- | --------------- | ------------------ | ------------------- | ---------- | ----------- |
| 10 giugno 2013  | 17 ottobre 2021 | Sabrina Alfonsi    | Partito Democratico | Presidente | [ 7 ] [ 8 ] |
| 18 ottobre 2021 | in carica       | Lorenza Bonaccorsi | Partito Democratico | Presidente | [ 9 ]       |